# Edocar

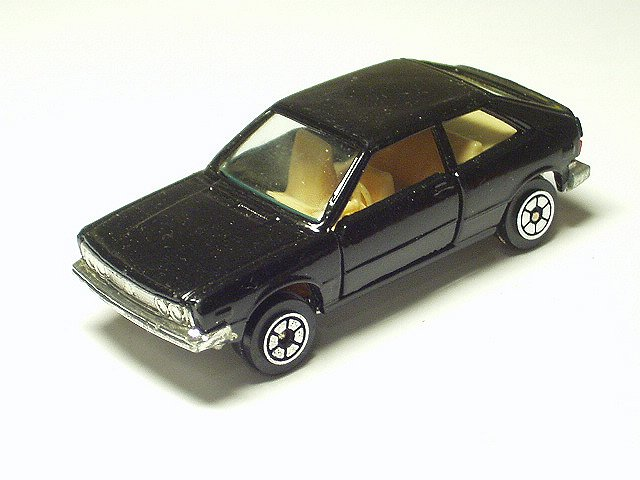
VW Scirocco I im Maßstab 1:64

Unter der Marke Edocar wurde von 1986 bis 2007 von dem niederländischen Unternehmen „Edor Benelux NL BV“ und der Fred Beheer BV Modellautos und Spielzeug verkauft.
Durch Lizenzen von der May Cheong Group und der Yat Ming Industrial Factory Limited durfte Edor Modellautos von „Maisto“ und „Yat Ming“ produzieren und innerhalb Europas verkaufen. Edor wurde 1950 gegründet und vertrieb bis 1985 Matchbox-Modelle der Lesney Products & Co. Ltd. Die meisten Edocar-Modelle waren Druckgussautos im Maßstab 1:64 und wurden in China produziert. Später folgten noch Modelle von Hartoy, Real Toy, Tiger Wheels und Golden Wheels.
Die erste Modell-Serie, die „Mini-Serie“ (EM-Serie), umfasste 50 verschiedene Modellautos im Maßstab 1:64, es folgte die „EA-Serie“ die aus acht Oldtimermodelle im Maßstab 1:43 bestand. 1988 wurde die EM-Reihe durch weitere Farbvarianten der Modelle erweitert.  Ab 1990 wurden ständig neue Modelle und Automodelle in neue Farbvarianten angeboten, 1992 erschien der erste eigene Produkt-Katalog der alle Modelle beinhaltete. Im selben Jahr kam die „AK-Reihe“ hinzu; sie war eine spezielle Reihe die der Ente Alfred Jodocus Kwak aus der niederländischen Serie Alfred J. Kwak gewidmet war. Passend dazu gab es noch die „Poldertown“ Spielstraße. 
Eine weitere Reihe war die „Alarm-Serie“, die anfangs aus sechs Modellautos mit Sirene und Blinklicht bestand. Die „Super-Weels-Serie“ (EB-Serie) bestand aus sechs Autos mit Rückziehmotoren. Die „EC-Serie“ beinhaltete Modellautos die durch kaltes oder warmes Wasser ihre Farbe änderten.  1991 erschien Spielzeugautos mit Figuren aus der Zeichentrickserie The Flintstones. 
1990 gab es folgende Modell-Reihen: 
- Edocar-Mini, EM
- Edocar-Ancient, EA
- Edocar-Color, EC
- Edocar-, EB
- Alfred-Kwak, AK
- Alarm-Serie, AS
- Trailer-Pack, TP
- Super-Trailer, ST
- Gift-Set, GS
- Vehicle-Collection, VC
- Accessories AC
- Coca-Cola, CC und CM

Die bekanntesten Automodelle sind die Coca-Cola-Modelle, die durch die Lizenzen von Hartoy mit dem Coca-Cola-Logo und in den Coca-Cola-Farben vertrieben werden konnten. 1995 erschien der Baja Bug Käfer (CJ 1 Buggy) der das Lied "Always Coca-Cola" abspielt, Noten und Text waren mit dabei. 
Der VW Scirocco I im Maßstab 1:64, wurde anfangs noch als Yat Ming (Made in China) verkauft, obwohl es das Modell auch noch von Yat Ming selber  angeboten wurde (Made in Hong Kong). Später gab es das Modell nur noch als Edocar-Modell (Made in China). Es gab auch einen Austin Mini aus der EA-Serie im Maßstab 1:55 und nicht wie sonst im Maßstab 1:64.
Es gab aber auch Automodelle deren Farben exklusiv für Edor waren, wie beispielsweise den Ferrari Daytona in Weiß der nur als Edocar erhältlich war.  

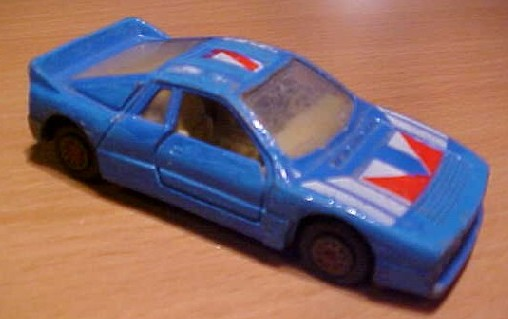
Lancia Rally 037

Anfang 1999 wurden die Produktreihen sowie die Modell-Nummerierung geändert:
- Reise-Reihe
- Motor-Reihe
- Bauernhof-Reihe
- Musik-Reihe
- Super-Reihe

Es ist nur ein Modellauto bekannt, das von Edor selbst entworfen und produziert wurde – ein „Lancia Rally 037“ im Maßstab 1:64. 1999 waren Edocar-Modelle in 13 europäischen Ländern sowie in Singapur und Hongkong erhältlich. Die Insolvenz von „Edor Benelux NL BV“ im Jahr 2007 führte zur Einstellung der Produktion. Ende 2007 kam vorübergehend eine Serie von Edocar-Modellen auf den Markt die von der Loyal Bright Ltd. aus Hongkong vertrieben wurde.